# Бахирево (Амурская область)
Бахирево́ — упразднённое село в Бурейском районе Амурской области, Россия. На момент упразднения входило в состав Родионовского сельсовета. Исключено из учётных данных в 2004 году.

## География
Село Бахирево было расположено на правом берегу реки Бурея выше впадения в неё реки Дея, на расстоянии примерно 16 километров (по прямой) к востоку от села Родионовка. В настоящее время урочищу находится на дне Нижнебурейского водохранилища.

## История
Деревня Бахирёва была основана в 1871 году, раскольниками австрийского согласия. В 1891 году деревня состояла из 28 дворов и 140 жителей. Основное занятие населения: земледелие, зверинный промысел и извоз.
По данным 1926 года в Бахирево имелось 45 хозяйство (35 крестьянского типа и 10 прочих) и проживало 240 человек (119 мужчин и 121 женщина). В национальном составе населения преобладали русские. В административном являлось центром Бахиревского сельсовета Завитинского района Амурского округа Дальневосточного края.
Законом Амурской области № 371 от 23 сентября 2004 года село Бахирево исключено из учётных данных.

## Население
| 2002 |
| ---- |
| 27   |